# Abdon Pamich
Abdon Pamich (Rijeka, 3 oktober 1933) is een Italiaanse atleet, die zich had toegelegd op het snelwandelen. Hij werd olympisch kampioen in deze discipline.

## Loopbaan
Pamich nam vijfmaal deel aan de Olympische Zomerspelen en won in 1960 olympisch brons en vier jaar later olympisch goud. Pamich werd tweemaal Europees kampioen. In 1960 liep Pamich een wereldrecord op de 50 km snelwandelen in een tijd van 4:03.02

## Titels
- Europees kampioen 50 km snelwandelen - 1950
- Olympisch kampioen 50 km snelwandelen - 1962, 1966

## Palmares

### 20 km snelwandelen
- 1956: 11e OS - 1:36.03
- 1969: 6e EK - 1:34.15

### 50 km snelwandelen
- 1954: 7e EK 4:41.41
- 1956: 9e OS - 4:39.00
- 1958:  EK - 4:18.00
- 1960:  OS - 4:27.55
- 1962:  EK - 4:19.46
- 1964:  OS - 4:11.12
- 1966:  EK - 4:18.42
- 1968: DQ OS
- 1969: DNF EK
- 1971: 8e EK 4:14.36
- 1972: DQ OS

1932: Thomas Green ·
1936: Harold Whitlock ·
1948: John Ljunggren ·
1952: Pino Dordoni ·
1956: Norman Read ·
1960: Don Thompson ·
1964: Abdon Pamich ·
1968: Christoph Höhne ·
1972: Bernd Kannenberg ·
1980: Hartwig Gauder ·
1984: Raúl González ·
1988: Vjatsjeslav Ivanenko ·
1992: Andrej Perlov ·
1996: Robert Korzeniowski ·
2000: Robert Korzeniowski ·
2004: Robert Korzeniowski ·
2008: Alex Schwazer ·
2012: Jared Tallent ·
2016: Matej Tóth ·
2020: Dawid Tomala